# Novensys
Novensys este o companie integratoare de soluții pentru managementul informației din România, înființată în 1998.
Novensys este unul dintre cei mai importanți integratori locali de soluții pentru managementul informației furnizate de Microsoft, Oracle sau Motorola.
Compania are sediul central în București și două puncte de lucru în Cluj și Timișoara.
Număr de angajați:
| Anul        | 2010 | 2009 | 2008 | 2007 |
| ----------- | ---- | ---- | ---- | ---- |
| Nr angajați | 170  | 150  | 140  | 100  |

Cifra de afaceri:
| Anul          | 2010 | 2008 | 2007 | 2006 |
| ------------- | ---- | ---- | ---- | ---- |
| milioane euro | 19,4 | 17   | 11,8 | 9,3  |